# 特ダネを追え
特ダネを追え（とくダネをおえ、en:Headline Hunters）は、1955年に公開されたアメリカ合衆国のクライム映画。
監督ウィリアム・ウィットニー。脚本フレデリック・ルイス・フォックス、ジョン・K・バトラー。出演ロッド・キャメロン、ジュリー・ビショップ、ベン・クーパー、レイモンド・グリーンリーフ、チャビ―・ジョンソン、ジョン・ウォーバートン。この映画は1955年9月15日リパブリック・ピクチャーズによって公開された。

## キャスト
| 役名       | 俳優                       | 日本語吹替       |
| 役名       | 俳優                       | 日本テレビ版     |
| ---------- | -------------------------- | ---------------- |
| ウッドラフ | ロッド・キャメロン         | 若山弦蔵         |
| ローラ     | ジュリー・ビショップ       | 佐原妙子         |
| デイブ     | ベン・クーパー             | 井上真樹夫       |
| ストラウト | レイモンド・グリーンリーフ | 斎藤三勇         |
| パワーズ   | チャビ―・ジョンソン        | 大宮悌二         |
| ラモン     | ナチョ・ガリンド           | 愛川欽也         |
| ケビン     | ジョン・ウォーバートン     | 井関一           |
| ブラドレー | ハワード・ライト           | 田村錦人         |
| エルシー   | ヴァージニア・キャロル     | 吉行知子         |
| ガルシア   | エドワード・コールマンズ   | 肝付兼太         |
| ホフマン   | スチュアート・ランドール   | 伊海田弘         |
| 記者       |                            | 和田啓           |
| 巡査       |                            | 根本好章         |
| 若者       |                            | 嶋俊介           |
| 編集長     |                            | 猪野剛太郎       |
| 売り子     |                            | 今富泰作         |
| ジョー     |                            | 木谷省三         |
| サリー     |                            | 浅井淑子         |
| ボーイ     |                            | 仲木隆司         |
|            |                            |                  |
| 演出       | 演出                       | 中野寛次         |
| 翻訳       | 翻訳                       | 大野隆一         |
| 効果       | 効果                       | PAG              |
| 調整       | 調整                       | 佐藤勝範         |
| 制作       | 制作                       | 大光通商         |
| 解説       |                            |                  |
| 初回放送   | 初回放送                   | 1964年9月3日製作 |